# Ruperto Banterle
Ruperto Banterle, né à Vérone le 10 juillet 1889 et mort à Caldiero le 30 juillet 1968, est un sculpteur italien.

## Biographie

### Formation
Élève du maître Scanzi de l'Académie des Beaux-Arts de Gênes, il obtient son diplôme et se perfectionne à Paris où il rencontre et étudie les grands sculpteurs de l'époque : Auguste Rodin, Antoine Bourdelle, George Minne, Constantin Meunier, Aristide Maillol et Medardo Rosso, .

### Activités en Italie

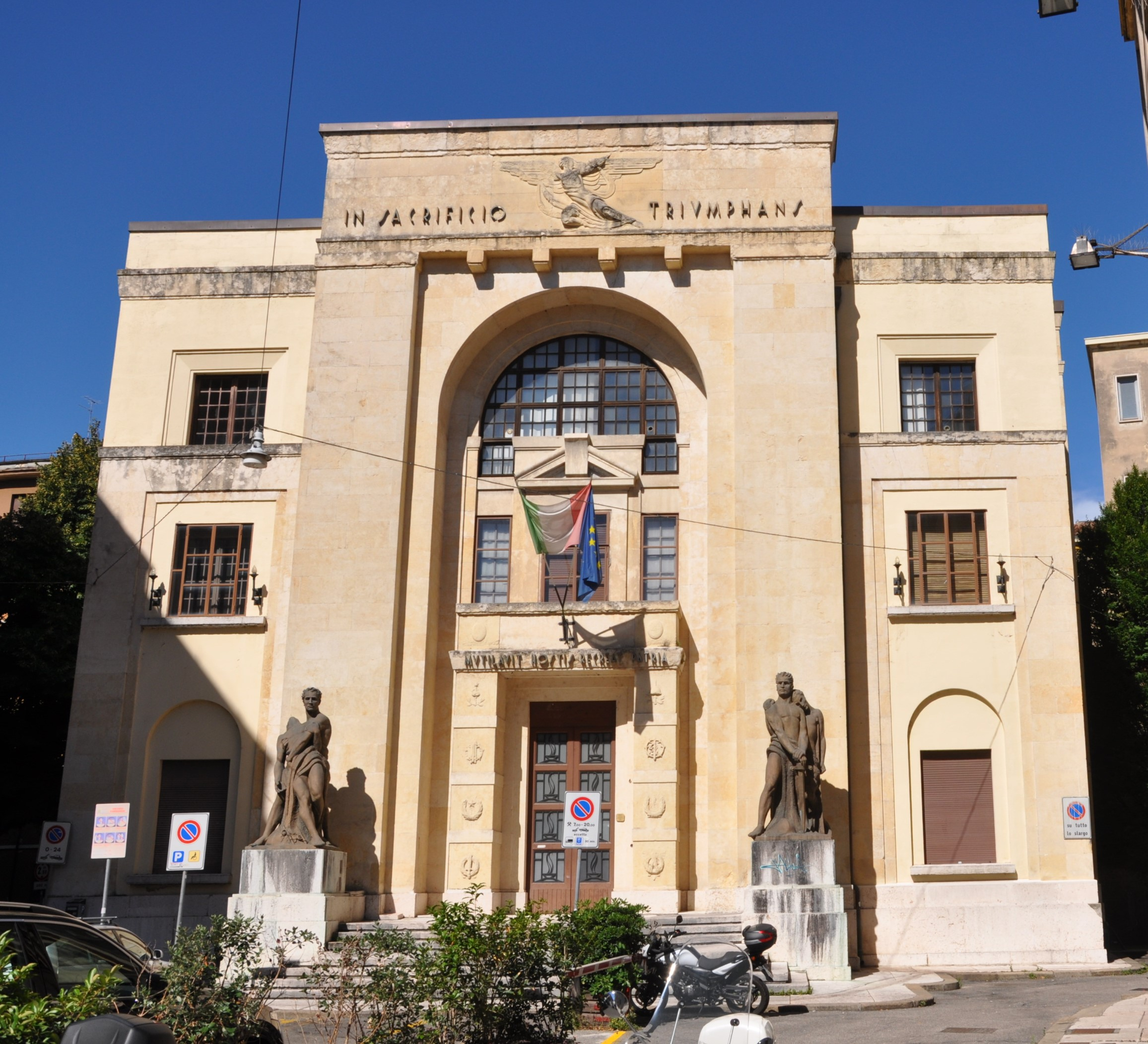
Vue frontale de la Casa del Mutilato à Vérone

De retour à Vérone, il attire l'attention des critiques avec une œuvre conservée au cimetière monumental de Vérone : le monument funéraire de la famille Fiumi, érigé après la mort de la mère de son ami et poète Lionello Fiumi.
Comme indiqué dans le Dictionnaire biographique des Véronais, « en dépit de gagner de la reconnaissance immédiate pour le haut niveau artistique et la complexité de la composition, à la minutieuse étude anatomique, et pour le modelé, le travail a été jugé par certains critiques inapproprié par son réalisme pour son lieu de destination, le cimetière ».
L'œuvre, appelée poétiquement Anelito Fuggente par Lionello Fiumi, représente une jeune fille réalisée à l'image d'un vigoureux homme nu de Michel-Ange. L'œuvre a inspiré le chalcographe Luigi Sabadini qui, en 1914, diffuse des copies dans le monde sous la forme d'une carte postale reproduisant le visage de la jeune fille.
Après la Première Guerre mondiale, à laquelle il participe en tant que combattant en Albanie, le sculpteur est chargé de commémorer les morts dans certaines municipalités de la province de Vérone (Isola Rizza, Erbezzo, Terrazzo, Castagnaro). Les années 1920 à 1940 sont marquées par une intense activité, tant dans le statuaire sépulcral que dans les réalisations civiles et religieuses.
Comme indiqué dans le Dictionnaire bibliographique du Veronese, « Ensuite, pour le cimetière monumental de Vérone, d'importantes œuvres funéraires sont nées, telles que la tombe Marcato, construite après 1920, celle de la famille Galtarossa (1924), la composition suggestive sépulcrale d'Arplè Bedoni, créée en 1925 et les sculptures des familles Marchiori (1926), Composta (1927), Tinazzi (1928), Onestinghel (1933). En 1937, il participa à l'exposition coloniale de Paris, où ses puissants bas-reliefs étaient remarqués et loués. Entre 1933 et 1934, il créa le groupe sculpural de la Casa del Mutilato, située près de la place centrale de Vérone (Piazza Bra) ».

### Activités à l'étranger
La cathédrale de Khartoum (Soudan) expose, sur la façade, deux de ses grandes statues, saint Marc et saint Matthieu. Au Venezuela, dans l'aciérie de l'Orénoque, se trouve sa statue du héros national Simón Bolívar.